# Economía de Siria
La economía de Siria está basada en la agricultura, el petróleo, la industria y el turismo. Su producto interno bruto creció un 80% en los años 60 y un 336% durante los años 70. Imposible de mantener, la economía de Siria se contrajo un 33% en los años 80.[cita requerida] Sin embargo, el PIB per cápita registró un modesto crecimiento del 12% (1,1% al año) en los años 90 debido a la diversificación económica.
Los dos principales pilares de la economía siria solían ser la agricultura y el petróleo, que en conjunto representaban alrededor de la mitad del producto interno bruto (PIB). La agricultura, por ejemplo, representó alrededor del 25% del PIB y empleaba el 25% de la fuerza de trabajo total. Sin embargo, las malas condiciones climáticas y la grave sequía afectaron gravemente al sector agrícola, reduciendo su participación en la economía a alrededor del 17% del PIB para el año 2008, por debajo del 20,4% en 2007, según datos preliminares de la Oficina Central de Estadísticas. Por otro lado, los altos precios del barril de petróleo contrarrestaron la disminución de la producción de petróleo sirio y dieron lugar a mayores ingresos presupuestarios y de exportación.
Desde el estallido de la guerra civil siria en 2011, la economía siria ha sido golpeada por sanciones económicas masivas que restringen al comercio sirio con la Liga Árabe, Australia, Canadá, la Unión Europea, (así como también con los países europeos como Albania, Islandia, Liechtenstein, Macedonia, Moldavia, Montenegro, Noruega, Serbia, y Suiza) Georgia, Japón, Turquía, y los Estados Unidos.
Estas sanciones y la inestabilidad asociada con la guerra civil han revertido el crecimiento previo en la economía siria a un estado de declive para los años 2011 y 2012.
En julio de 2013, la economía siria se había reducido en un 45 % desde el comienzo de la Guerra Civil en 2011. El desempleo se quintuplicó, el valor de la moneda local (Libra siria) disminuyó a una sexta parte de su valor anterior a la guerra, y el sector público perdió alrededor de USD 15.000 millones de dólares. A fines del año 2013, la Organización de las Naciones Unidas (ONU) estimó el daño económico total de la guerra civil siria en USD 143.000 millones de dólares. Hasta el año 2015, la pérdida económica total causado por la guerra civil siria alcanzó los USD 237.000 millones de dólares, según la Comisión Económica y Social de las Naciones Unidas para Asia Occidental.
Como resultado de la guerra, las seis economías del Gran Levante (Turquía, Siria, Líbano, Jordania, Irak y Egipto) en conjunto han perdido cerca de USD 35.000 millones de dólares en cuanto a producción, medida a precios de 2007.
Actualmente, el país todavía sufre las consecuencias de la guerra civil iniciada en 2011. La economía Siria se contrajo en 2012 como resultado de las sanciones internacionales y reducida producción y consumo.
DATOS ECONÓMICOS BÁSICOS de Siria.
- Producto Interior Bruto (PIB) - (2003): 21.500 millones de $ USA.
- Paridad de poder adquisitivo (2004): 60.440 millones de $ USA.
- PIB - Per cápita: 1.208 $ USA.
- Paridad del poder adquisitivo Per cápita (2004): 3.400 $ USA.
- Inflación media anual: 1,5%.
- Deuda externa aprox. (2003): 21.400 millones de $ USA.
- Importaciones (2003): 5.040 millones de $ USA.

- Principales países proveedores: Italia, Alemania y China.
- Principales productos de importación: Maquinaria y alimentos.

- Exportaciones (2003): 5.375 millones de $ USA.

- Principales países clientes: Italia, Alemania y Turquía.
- Principales productos de exportación: Petróleo, textil, frutas y hortalizas.

Estructura del PIB en 2002:
Distribución por sectores económicos del PIB total:
Agricultura, Silvicultura y Pesca: 26%.
Industria y construcción: 31%.
Industrias manufactureras y minería: N.D.
Servicios: 43%. (10% sector público)
- Tasa de desempleo (2002): 20%.
- Población por debajo del nivel de pobreza (2003): 20%.

- (N.D.): No disponible.